# 키나드 2세 막 밀 콜룸
키나드 막 밀 콜룸(중세 아일랜드어: Cináed mac Maíl Coluim, 스코틀랜드 게일어: Coinneach mac Mhaoil Chaluim, ? - 995년) 존속살해왕(중세 아일랜드어: An Fionnghalach, 영어: The Fratricide) 은 10세기 알바 왕국의 왕이다. 말 콜룸 1세의 아들로 킬렌 막 일둘브가 971년 리데르크 압 디픈왈에게 죽자 왕위를 계승했다.
알바 열왕 연대기는 키나드의 치세 때 쓰여진 것이지만 기록된 많은 지명이 가공의 것이거나 또는 실제 지명이라도 오염되어 있다. 어느 쪽이 사실이건, 연대기에 따르면 키나드는 즉위하자마자 스트래스클라이드를 공격해 노략했다. 그 과정에서 키나드의 보병 병력이 멘 우어코루어(Moin Uacoruar)에서 많이 사상을 당했다. 또 연대기에 따르면 키나드는 노섬브리아를 세 번 노략했다. 첫 번째는 스테인모어, 두 번째는 클리암(Cluiam), 세 번째는 디강까지 남하했다고 한다. 앵글로색슨 연대기에서 체셔가 공격을 받았다는 기록이 있는 것으로 보아 키나드의 남정은 980년을 전후해서 이루어졌을 것이다.
멜로즈의 연대기에 따르면 973년에 알바의 키나드, 스트래스클라이드의 말 콜룸 막 돔날, 군도 왕국의 마그누스 하랄드손, 그 외 웨일스와 노르드계 왕들이 체스터로 와서 잉글랜드의 에드거 평화왕의 종주권을 인정했다. 이때 에드거가 알바와 잉글랜드의 국경을 정했을 가능성이 있다. 컴브리아는 잉글랜드에 속했고, 서쪽으로는 솔웨이 내포, 동쪽으로는 에든버러 남쪽 로디언 어딘가가 국경이었다.
티게르나크의 편년사에서는 976년 키나드가 통치하던 알바의 세 명의 백작 이름이 기재되어 있다. 켈라크 막 핀드가너, 켈라크 막 바레다, 돈카드 막 모르간드가 그 세 명인데, 이 중 마지막 돈카드 막 모르간드가 "돔날 막 모르간드"를 잘못 쓴 것이 아니라면 돈카드는 돔날의 형제일 것이며 즉 모레이 백작일 것이다. 두 켈라크의 영지가 어디였는지는 밝혀지지 않았다.
일둘브 막 카우산틴 이후 일둘브의 후손들(아드 막 키나다의 후예)과 키나드의 일족(카우산틴 막 키나다의 후예) 사이에는 불화가 계속되었다. 울라 편년사에서는 977년 아믈리브 막 일둘브가 키나드 막 돔날에게 죽었다고 기록되어 있다. 티게르나크의 편년사에서는 "키나드 막 돔날"이 키나드 막 밀 콜룸이라고 바로잡는다. 이때 키나드는 전임 왕 킬렌 막 일둘브의 동생인 아믈리브에게 일시적으로 왕위를 빼앗겼다가 왕위를 다시 되찾으며 그를 죽인 것으로 보인다.
아담 폰 브레멘은 이 시기 덴마크의 스베인 튜구스케그가 스코틀랜드로 망명을 갔다고 기록했는데, 스베인이 의탁한 것이 키나드인지 스코틀랜드 지방의 다른 소왕국들인지는 불확실하다. 또 냘의 사가, 오크니 사람들의 사가 등의 문헌들에서는 이 시기 "스코트인"들과 노르드인 사이에 전쟁들이 있었다고 기록하고 있는데 이것은 아마 오크니 백작 시구르드 흘로드비손과 모레이 백작들 사이의 전쟁이었을 것이다.
키나드는 995년 살해되었다. 울라 편년사에서는 그가 "속임수에 의해" 죽었다고 하고, 티게르나크의 편년사에서는 "신하들에게" 죽었다고 한다. 보다 후대의 기록들, 예컨대 멜로즈의 연대기, 포르둔의 존, 윈타운의 앤드루 등은 보다 상세한 기록을 전하고 있지만 그 정확성은 의문스럽다. 가장 간결한 기록에서는 앙구스 백작 쿤카르의 딸 핀구얼라(Finnguala)가 음모를 획책하여 키나드를 죽였다고 하며, 살해 동기는 키나드가 핀구얼라의 외아들을 죽였기 때문이라고 한다. 쿤카르의 딸 이름은 후대 기록에서는 페넬라(Fenella), 피넬레(Finele), 시빌(Sibill) 등으로 기록된다. 포르둔의 존은 키나드가 왕위계승법을 바꾸려고 했기에 카우산틴 막 킬렌과 키나드 막 두브가 음모에 가담했다고 주장했다. 베르한의 예언시에는 케네스에게 "친족살해자"라는 별명이 있었음과 그가 죽은 장소가 스트래스모어라는 것을 제외하면 나머지 내용은 거의 대동소이하다.

## 참고 문헌
- Anderson, Alan Orr, Early Sources of Scottish History A.D 500–1286, volume 1. Reprinted with corrections. Paul Watkins, Stamford, 1990. ISBN 1-871615-03-8
- Anderson, Alan Orr, Scottish Annals from English Chroniclers. D. Nutt, London, 1908.
- Anon., Orkneyinga Saga: The History of the Earls of Orkney, tr. Hermann Pálsson and Paul Edwards. Penguin, London, 1978. ISBN 0-14-044383-5
- Duncan, A.A.M., The Kingship of the Scots 842–1292: Succession and Independence. Edinburgh University Press, Edinburgh, 2002. ISBN 0-7486-1626-8
- Lynch, Michael (ed.), The Oxford Companion to Scottish History. Oxford UP, Oxford, 2002. ISBN 0-19-211696-7
- Smyth, Alfred P. Warlords and Holy Men: Scotland AD 80-1000. Reprinted, Edinburgh: Edinburgh UP, 1998. ISBN 0-7486-0100-7
- Woolf, Alex. (2007), 〈Amlaíb son of Ildulb and Cinaed Son of Mael Coluim〉, 《From Pictland to Alba: 789 - 1070》, Edinburgh University Press, ISBN 978-0748612345
- CELT: Corpus of Electronic Texts at University College Cork The Corpus of Electronic Texts includes the Annals of Ulster, Tigernach and the Four Masters, the Chronicon Scotorum, as well as Genealogies, and various Saints' Lives. Most are translated into English, or translations are in progress
- The Chronicle of the Kings of Alba

| 전임 킬렌 막 일둘브 / 아믈리브 막 일둘브 | 알바의 왕 971년–995년 | 후임 카우산틴 막 킬렌 |